# Knut Hartwig (Fußballspieler)
Knut Hartwig (* 13. November 1969 in Münster) ist ein ehemaliger deutscher Fußballspieler, der von 1992 bis 1994 71 Zweitligaspiele für den Wuppertaler SV machte. Darüber hinaus spielte er in der Regionalliga jahrelang für Rot-Weiss Essen und Preußen Münster.
Bekanntheit erlangte Hartwig im Fußballfilm Das Wunder von Bern, in dem er den deutschen Kapitän Fritz Walter darstellte. Für seine Darstellung erhielt er Lob von Walters Ex-Kollegen Horst Eckel.
In der Saison 2007/2008 trainierte er zum Ende den Wittener Fußballverein SV Herbede 1916 e. V., bei dem er zuvor aktiv gespielt hatte.
Hartwig war bis Ende 2016 Leiter Medien & Kommunikation des Deutschen Fußballmuseums in Dortmund und wechselte dann in die Position eines Redakteurs beim Deutschen Fußballmuseum. Ihm folgte Nils Hotze als Leiter Kommunikation nach.